# نهاية العالم اللعين
نهاية العالم اللعين (بالإنجليزية: The End of the F***ing World) هو مسلسل تلفزيوني بريطاني عبثي من نوعية الكوميديا السوداء الدرامية. يستند المسلسل إلى سلسلة هزلية أخرى تحت نفس العنوان نهاية العالم اللعين (بالإنجليزية: The End Of The Fucking World) لتشارلز فورسمان.
عُرضت الحلقات الثمانية الأولى للسلسلة لأول مرة على القناة الرابعة في المملكة المتحدة بتاريخ 24 أكتوبر 2017، ثم حصلت نيتفليكس على حقوق البث في 5 كانون الثاني/يناير من عام 2018.
أبطال السلسلة هم نجوم صاعدين على غرار أليكس لاوثر وجيسيكا باردن.
تدور قصة المسلسل حول جيمس البالغ من العمر 17 عاما والذي يُعاني من اعتلال نفسي، ثم يلتقي في وقت لاحق بأليسا؛ الزميلة المتمردة التي ترى في جيمس فرصة للهروب من حياتها المنزلية المضطربة والتعيسة نوعا ما.
منذ العرض الأول، والمسلسل يتلقى إشادة من النقاد، خاصة من ناحية السيناريو الذي أثنوا عليه النقاد بشكل كبير.

## قصة المسلسل
جيمس هو شاب كان يعيش حياته بشكل طبيعي، لكن عندما بلغ السابعة عشرة من عمره، بدأ يشك في نفسه ويعتقد أنه مصاب باعتلال نفسي، خاصة وأنه كان يقوم بقتل الحيوانات بشكل منتظم كهواية ثم فجأة شعر بالملل بسبب ما يقوم به.
يلتقي في وقت لاحق بأليسا، التي تبلغ هي الأخرى 17 سنة؛ ثم يتعرف عليها ويكتشف أنها متمردة لكنها سرعان ما أصبحت زميلته في الدراسة ثم يُقرر قتلها عندما يعزمان على الذهاب في رحلة.

## طاقم التمثيل

### الأدوار الرئيسية
| الممثل           | الدور       | الشخصية |
| ---------------- | ----------- | --- |
| أليكس لاوثر      | جيمس        | شاب يبلغ من العمر 17 عاما، يشعر بالانزعاج عندما يبدأ في الشك بنفسه وبأنه مريض عقليا أو مصاب باعتلال نفسي، وما زاد من انزعاجه هو شعوره بحب أليسا. |
| جيسيكا باردن     | أليسا       | فتاة متمردة في سن المراهقة، تقع صدفة في حب جيمس                                                                                                  |
| جيما ويلان       | يونيس نون   | شريك الشرطي تيري |
| يونومي موساكو    | تيري دونوغو | شرطي صارم وشريك يونيس نون |
| ستيف أورام       | فيل جيمس    | والد جيمس |
| كريستين بوتوملاي | جوين        | والدة أليسا |
| نافين تشودري     | توني        | زوج والدة أليسا، ذو شخصية حادة نوعا ما وعادة ما يُسيء لأليسا                                                                                      |
| باري وارد        | ليزلي       | والد أليسا البيولوجي، وهو مدمن مخدرات |

### الأدوار الثانوية
| الممثل         | الدور | الشخصية                                                       |
| -------------- | ----- | ------------------------------------------------------------- |
| كيرستون وارينج | ديبي  | صديق ليزلي السابق، لديه طفل معها                              |
| جيف بيل        | مارتن | رجل عائلة غريب نوعا ما، وهو الذي يعطي أليسا وجيمس الدراجات    |
| أليكس سوير     | توفر  | شاب يلتقي أليسا في وقت ما، ويحاول استمالتها لممارسة الجنس معه |
| جوناثان أريس   | كلايف | هو مؤلف وأستاذ                                                |
| أيلين ديفيز    | فلورا | والدة كلايف                                                   |
| إيرل كايف      | فرودو | موظفة بائسة في محطة الغاز                                     |
| أليكس بيكيت    | جونو  |                                                               |
| ليون آنور      | إميل  | حارس الأمن في المخزن الذي اشتغلت فيه أليسا من قبل             |

## الاستقبال
منذ صدور المسلسل على نيتفليكس وهو يتلقى إشادة من النقاد، حيث أن السلسلة حاليا حاصلة على تقييم 100% على موقع روتن توميتوز بناء على 18 تقييما. أما في ميتاكريتيك فالسلسلة حصلت على 82 درجة من أصل 100 بناء على 10 أصوات.
أشار المُراجع دانيال فاينبرج من هوليوود ريبورتر بالسلسلة وبالسيناريو خاصة؛ بالإضافة إلى حسن اختيار الشخصيات ثم الموسيقى التصويرية، كما أشاد بأداء كل من أليكس وجيسيكا باردن مشيرا في نفس الوقت إلى روعة العروض التي قدموها، ووصف السلسلة بـ «مسلسل رائع... قدم من خلال ثمانية حلقات جوهر كوميديا المملكة المتحدة.» أما كيلي لولر من يو إس إيه توداي فقد أعلنت أن السلسلة «ممتعة»، مشيدة أيضا بأداء أليكس وباردين.

## روابط خارجية
- نهاية العالم اللعين على موقع IMDb (الإنجليزية)
- نهاية العالم اللعين على موقع ميتاكريتيك (الإنجليزية)
- نهاية العالم اللعين على موقع روتن توميتوز (الإنجليزية)
- نهاية العالم اللعين على موقع نتفليكس (الإنجليزية)
- نهاية العالم اللعين على موقع فيلمافينيتي (الإسبانية)
- نهاية العالم اللعين على موقع كينوبويسك (الروسية)
- نهاية العالم اللعين على موقع ألو سيني (الفرنسية)
- نهاية العالم اللعين على موقع قاعدة بيانات الفيلم (الإنجليزية)